# جائزة إسبانيا الكبرى للدراجات النارية 2013
جائزة إسبانيا الكبرى للدراجات النارية 2013 هو سباق دراجات نارية أقيم بتاريخ 5 مايو 2013 في حلبة خيريز، شريش، إسبانيا. كان الجولة الثالثة من أصل 18 في سباق الجائزة الكبرى للدراجات النارية موسم 2013. فاز الإسباني داني بيدروسا بفئة الموتو جي بي بينما جاء الإسباني مارك ماركيث في المركز الثاني وحصل على المركز الثالث الإسباني خورخي لورنزو.

## وصلات خارجية
- الموقع الرسمي